# Брукшир (Тексас)
Брукшир (енгл. Brookshire) град је у америчкој савезној држави Тексас. По попису становништва из 2010. у њему је живело 4.702 становника.

## Демографија
Према попису становништва из 2010. у граду је живело 4.702 становника, што је 1.252 (36,3%) становника више него 2000. године.
| Група             | 2000.         | 2010.         |
| Белци             | 793 (23,0%)   | 774 (16,5%)   |
| Афроамериканци    | 1.318 (38,2%) | 1.672 (35,6%) |
| Азијати           | 13 (0,4%)     | 20 (0,4%)     |
| Хиспаноамериканци | 1.282 (37,2%) | 2.223 (47,3%) |
| Укупно            | 3.450         | 4.702         |